# 고려인삼연합회
고려인삼연합회는 고려인삼의 품질향상, 해외시장에서 성가제고, 수출질서 유지 목적으로 2002년 12월 10일 설립된 대한민국 농림축산식품부 소관의 사단법인이다. 사무실은 서울특별시 서초구 양재동 232, aT센타 804호에 있다.

## 주요 사업
- 정부로부터 위탁받은 업무
- 고려인삼의 수출입에 관한 업무
- 고려인삼의 해외홍보 업무
- 고려인삼의 지리적표시 관리업무
- 우수농산물 인증에 관한 업무
- 고려인삼산업의 자조금업무
- 회원의 복리증진과 상호친목에 관한 업무
- 기타 고려인삼산업발전에 필요하다고 인정되는 업무

## 회원 자격
- 고려 인삼을 생산·제조·판매·수출 하는 업체의 대표자와 인삼관계 단체의 대표자
- 명예회원은 본회 목적에 찬동하는 단체(기관) 또는 인삼에 관하여 학식이 풍부한 개인